# روابط ما
روابط ما (انگلیسی: Our Relations) یک فیلم کمدی آمریکایی به کارگردانی هری لاکمن است که در سال ۱۹۳۶ منتشر شد.

## بازیگران
- استن لورل
- اولیور هاردی
- جیمز فینلیسون
- آلن هیل سینیور
- تاینی سندفورد
- سیدنی تولر
- دافنی پولارد
- آیریس ادرین
- لونا آندره
- آرتور هاوسمن
- رالف هارولد
- نوئل مدیسون
- دل هندرسون
- جیمز سی. مورتون
- هری برنارد
- جک هیل
- چارلز اِی. باکمن
- جی ایتن
- گرترود مسینگر
- جانی آرتور
- دیک گیلبرت
- اِستل اِتر